# Mellita
Ne doit pas être confondu avec Melitha, Melitta, Melittia ou Melita.
Genre
Mellita est un genre d'oursins plats de la famille des Mellitidae (ordre des Clypeasteroida), communément appelé « dollar des sables » ou « oursins serrures ».

## Description
Les Mellita sont des oursins fouisseurs du Nouveau Monde.
Ce sont des oursins plats, d'où leur surnom anglais de sand dollars, du fait de leur ressemblance avec une grosse pièce d'1 $ canadien. Leur forme est arrondie, avec un test (coquille) perforé de cinq lunules (ouvertures de forme allongée, qui leur valent l'autre surnom de keyhole urchins), couvert de radioles (piquants) fines et courtes formant un tapis permettant la progression dans le sable, et décoré sur la face aborale d'une « fleur » à cinq pétales (les aires ambulacraires modifiées). La bouche occupe une position centrale sur la face inférieure, et la lanterne d'Aristote (appareil masticateur) est modifiée en « moulin à sable » plat.
L'espèce à six lunules est désormais attribuée à un genre distinct et monospécifique : Leodia sexiesperforata. De même depuis 2016 pour l'espèce à lunules allongées, Lanthonia longifissa. 
Ces oursins semblent être apparus au début du Pliocène.

### Caractéristiques squelettiques
Le test est très plat, avec une marge fine ; il est généralement légèrement plus large que long.

Le disque apical est monobasal, avec quatre gonopores.
 
Le test comporte quatre lunules ambulacraires et une lunule anale chez l'espèce-type.

Les interambulacres sont disjoints sur la face orale, mais le postérieur est continu.
 
Le cercle basicoronal est pentastellé, avec des plaques interambulacraires très étirées.
 
L'ouverture du périprocte se fait sur la marge interne de la première paire de plaques post-basicoronales, soit au bord interne de la lunule anale.
 
Les contreforts internes sont bien développés et denses. Des piliers séparent la cavité buccale de l'espace intestinal. Les sillons alimentaires bifurquent au bord des basicoronales, et sont très ramifiés distalement.

## Habitat et comportement
Ce sont des oursins fouisseurs, qui vivent à faible profondeur enterrés dans le sable ou la vase, qu'ils filtrent pour en retirer les nutriments dont ils se nourrissent.

## Liste des espèces
La taxinomie de ces oursins a été chaotique et conflictuelle pendant plus de 250 ans.
Aujourd'hui, les spécialistes s'accordent généralement à reconnaître les espèces suivantes, avec World Register of Marine Species (15 octobre 2013) : 
- Mellita aclinensis Kier, 1963 †
- Mellita isometra Harold & Telford, 1990 -- Côte est des États-Unis (du Nantucket à la Floride)
- Mellita kanakoffi Durham, 1961 -- Golfe de Californie et région de Panama (Pacifique)
- Mellita kanakoffi Durham, 1961b †
- Mellita notabilis H. L. Clark, 1947 -- Pacifique tropical est
- Mellita quinquiesperforata (Leske, 1778) -- Golfe du Mexique (de la Louisiane au Brésil)
- Mellita tenuis H. L. Clark, 1940 -- Golfe du Mexique (de la Floride occidentale à la Louisiane)

ITIS (15 octobre 2013) ne reconnait que l'espèce-type Mellita quinquiesperforata.
Les Mellita de l'Atlantique ne forment pas un groupe monophylétique, contrairement aux Mellita du Pacifique.

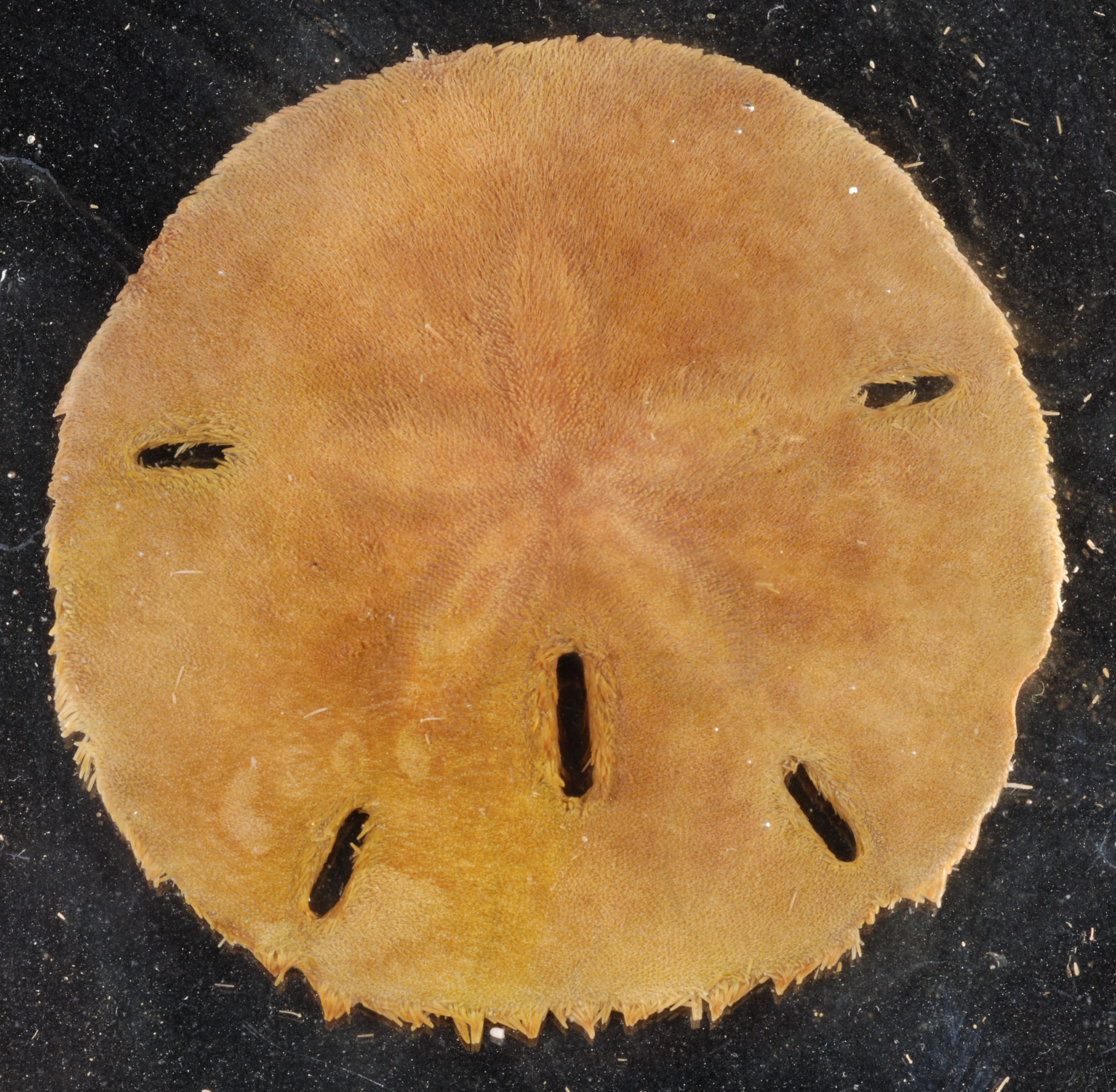
Test de Mellita isometra.
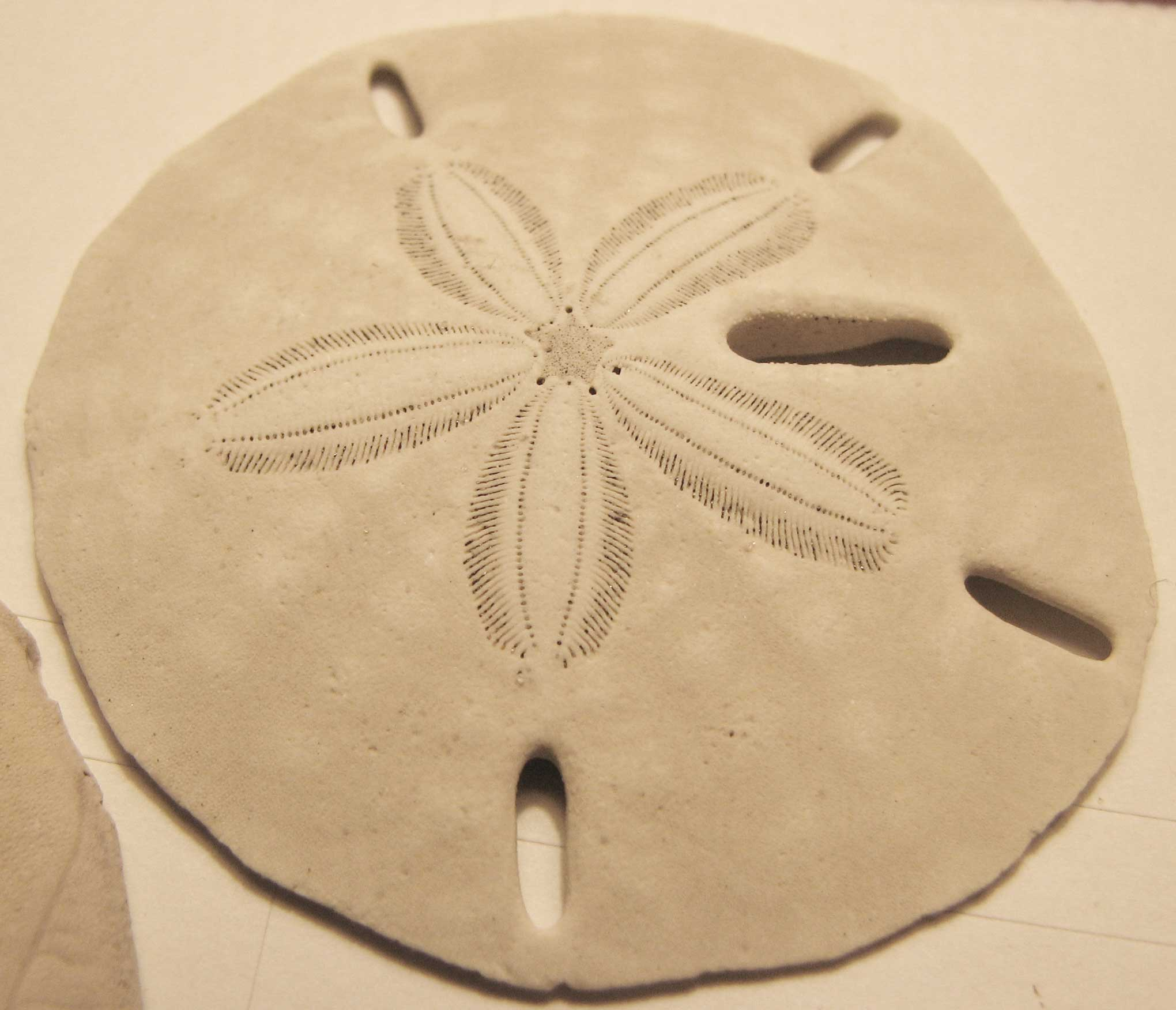
Mellita quinquiesperforata.
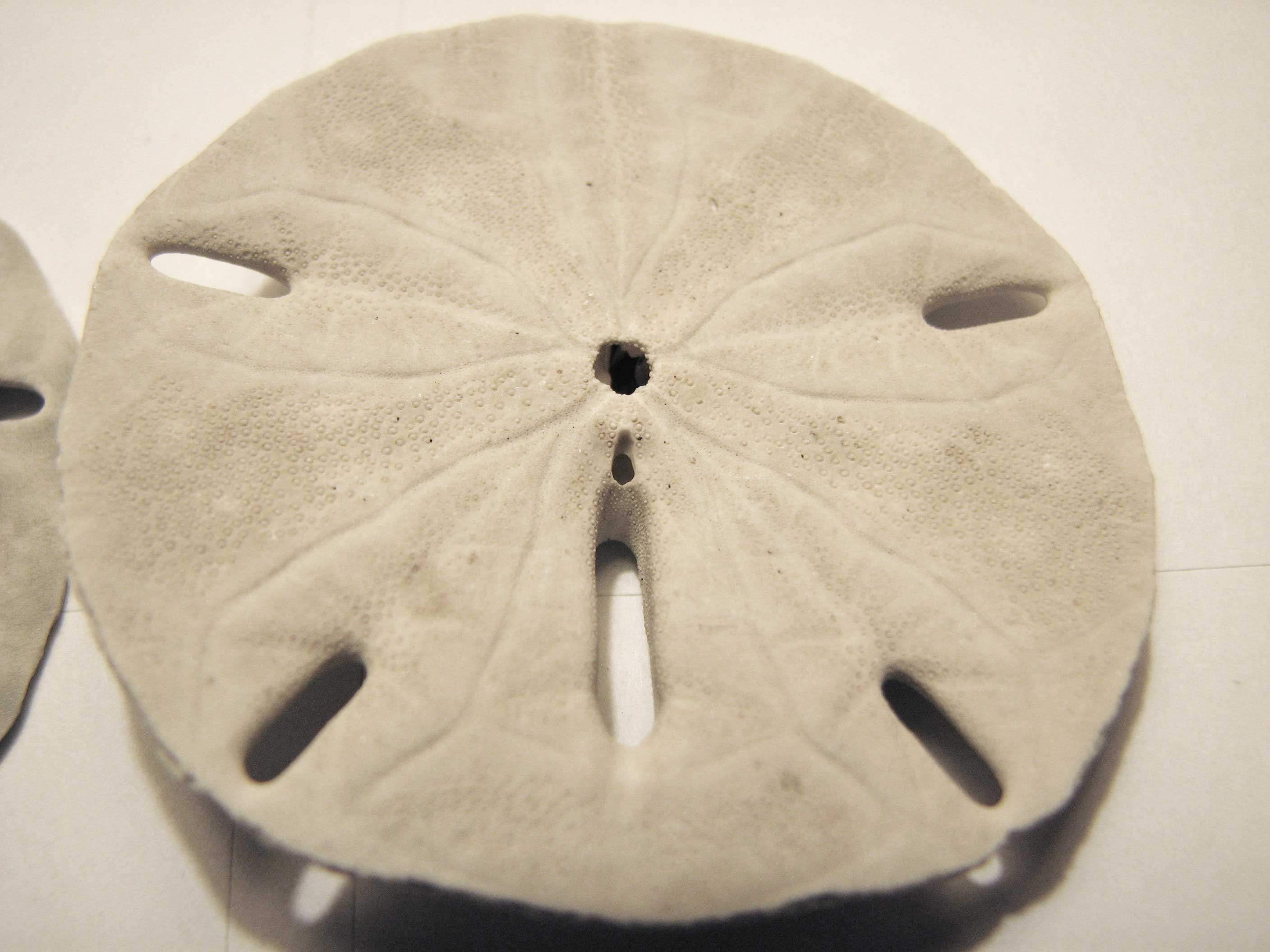
Mellita quinquiesperforata (vue orale).
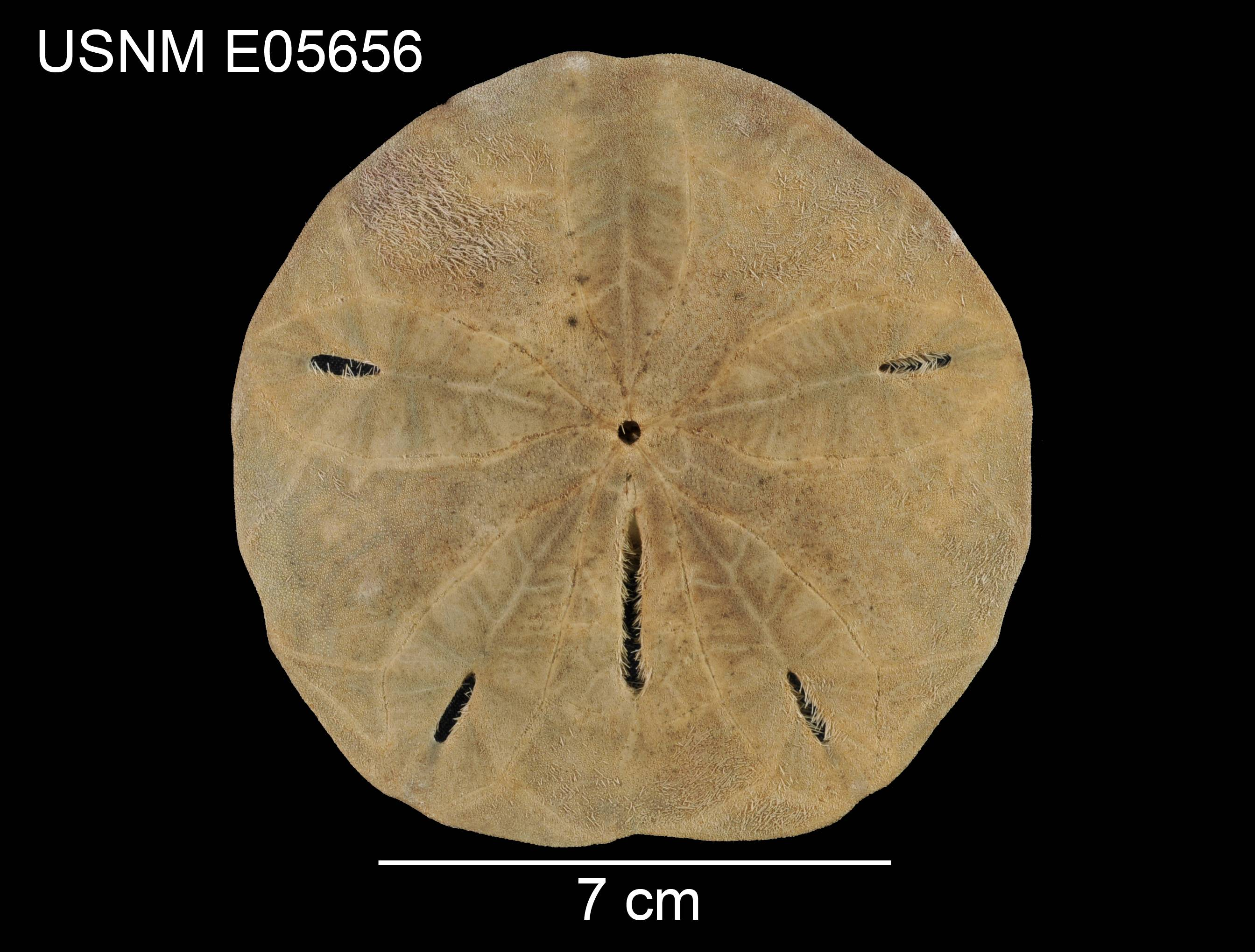
Mellita tenuis